# بخش گادچیرولی
بخش گادچیرولی (به انگلیسی: Gadchiroli district) یک منطقهٔ مسکونی در هند است که در بخش ناگپور واقع شده‌است. بخش گادچیرولی ۱۴٬۴۱۲ کیلومتر مربع مساحت و ۱٬۰۷۲٬۹۴۲ نفر جمعیت دارد.